# Aurensan, Gers
Aurensan är en kommun i departementet Gers i regionen Occitanien i sydvästra Frankrike. Kommunen ligger i kantonen Riscle som tillhör arrondissementet Mirande. År 2022 hade Aurensan 132 invånare.

## Befolkningsutveckling
Antalet invånare i kommunen Aurensan
Referens:INSEE